# لیم گوان انگ
لیم گوان انگ (انگلیسی: Lim Guan Eng؛ زادهٔ ۸ دسامبر ۱۹۶۰) سیاست‌مدار مالزیایی، از حزب حرکت دموکرات (دی‌ای‌پی) است، یک حزب زیر مجموعه ائتلاف پاکاتان هاراپان (پی‌اچ) که به عنوان نمایندهٔ مجلس (ام‌پی) از باگان، نماینده مجلس قانونگذاری ایالتی پنانگ (ام‌ال‌اِی) از ایر پوتی از ماه مارس ۲۰۰۸، و پنجمین رئیس کمیته ملی حزب حرکت دموکرات مالزی (دی‌ای‌پی) از ماه مارس ۲۰۲۲ خدمت کرده است. او به عنوان چهارمین دبیرکل حزب حرکت دموکرات مالزی (دی‌ای‌پی) از ماه سپتامبر ۲۰۰۴ تا مارس ۲۰۲۲، وزیر مالی در زمان دولت حزب پاکاتان هاراپان (پی‌اچ) در زمان نخست‌وزیر سابق مهاتیر محمد از ماه مهٔ ۲۰۱۸ تا فروپاشی دولت تحت حکمفرمایی ائتلاف پاکاتان هاراپان (پی‌اچ) در ماه فوریه ۲۰۲۰، چهارمین وزیر اعظم پنانگ از ماه مارس ۲۰۰۸ تا مه ۲۰۱۸ و نماینده مجلس (ام‌پی) کوتا ملاکا از اوت ۱۹۸۶ تا نوامبر ۱۹۹۹ انجام وظیفه کرده است.